# ブシア (カウンティ)
ブシア（スワヒリ語: Wilaya ya Busia）は、ケニア南西部の旧西部州西部のカウンティ。
中心都市はブシア。
面積は1628.4km2で、2009年の人口は74万3946人、人口密度は456.9人/km2。
西はウガンダに接し、南西はビクトリア湖に面する。

## 隣接カウンティ
- 北：マナフワ県
- 北東：ブンゴマ (カウンティ)
- 東：カカメガ (カウンティ)
- 南：シアヤ (カウンティ)
- 南西：ビクトリア湖
- 西：ブシア県
- 北西：トロロ県

## 人口
- 1979年8月24日：29万7841人
- 1989年8月24日：40万1658人
- 1999年8月24日：55万2099人
- 2009年8月24日：74万3946人[1]

## 主要都市
- ブシア（英語版）：4万740人(中心都市)
- マラバ（英語版）：1万6480人[2]

## 経済
隣国ウガンダとの国境貿易が中心産業で、ブシア市がその中心となっている。
それ以外の地域は漁業や農業に重度に依存している。
農業ではキャッサバや雑穀、薩摩芋、豆、大豆が主要な現金作物である。

## 民族
殆どの住人がルヒャ人で、他には少数のルオ族やテソ人が暮らす。

## 指標
| 項目             | %    |
| ---------------- | ---- |
| 都市化率         | 16.4 |
| 識字率           | 56.7 |
| 15～18歳の就学率 | 78.1 |
| 舗装道路率       | 4.9  |
| 良好道路率       | 58.6 |
| 電力普及率       | 6    |
| 貧困率           | 66.7 |

 Source: USAid Kenya